# موشه شارون
موشه شارون (به عبری: משה שָׁרוֹן؛ متولد ۱۸ دسامبر ۱۹۳۷) مورخ اسرائیلی که در زمینه اسلام است که از او به عنوان «بزرگ‌ترین محقق خاورمیانه اسرائیلی» یاد شده‌است.
وی در حال حاضر استاد برجسته مطالعات اسلامی و خاورمیانه در دانشگاه عبری اورشلیم است و به عنوان مدیر در زمینه مطالعات بهائیت فعالیت می‌کند.

## پیشینه
شارون در حیفا در سال ۱۹۳۷ به دنیا آمد. وی در سال ۱۹۶۵ در دانشگاه عبری اورشلیم برای کسب مدرک دکترا ادامه تحصیل داد. در همان مؤسسه در سال ۱۹۷۱ او به عنوان مشاور امور عربی مناخم بگین نخست‌وزیر اسرائیل به کار پرداخت و در وزارت دفاع نیز خدمت می‌کرد و در طی آن در مذاکرات برای صلح با مصر شرکت کرد. شارون مرکز مطالعات یهودیان را در دانشگاه ویتواترزن تأسیس کرد و به عنوان مدیر شعبه سازمان جهانی صهیونیستی در ژوهانسبورگ فعالیت می‌کرد. در سال ۱۹۹۹ به ریاست مطالعات بهائیت در دانشگاه عبری منصوب شد. شارون به عنوان یک کارشناس سیاست گذاری برای مرکز تحقیقات سیاست آریل فعالیت می‌کند. او و همسرش جودی شش فرزند دارند.

## علایق پژوهشی
موشه شارون در مورد تاریخ صدر اسلام و توسعه اسلام توسط شیعه نوشته‌است. او متخصص برجسته نگاری و پاپیرولوژی در عربی است و گزیده‌هایش در مورد یک سنگ مرمر از کلیه کتیبه‌های باستانی(CIIP) از قرن چهارم قبل از میلاد تا قرن هفتم میلادی است که در اسرائیل کشف شده‌است. وی در سال ۲۰۰۵ نخستین ترجمهٔ کیتبه عقبه به زبان عبری و کتاب مقدس ایمان بهائیت را منتشر کرد که شامل مطالعه تاریخ و الهیات دین بود.

## عقاید
موشه شارون نظرهای زیادی در کنفرانس‌های بین‌المللی ارائه داده و با رسانه‌های بی شماری در موضوعات مختلف معاصر و تاریخی مصاحبه کرده‌است.

### ایمان بهائیت
موشه شارون در فیلم مستند اسرائیلی که در سال ۲۰۰۷ با نام «بهائیان در حیاط خلوت من» ساخته شد به محاسبه پرداخت. او همچنین در این محاسبه می‌گوید که فرزندان بهاءالله در اسرائیل وجود ندارند. با وجود انکار شارون از وجود چنین فرزندانی این بحث رد شد و در حقیقت ده‌ها نفر وجود دارد و یکی از نوه‌های بهاءالله که در این فیلم به نمایش درآمده است.

### اسلام و دین‌های ابراهیمی
موشه شارون معتقد است که رهبران غربی در درک اسلام ناکام هستند. او در مورد یهودیت، مسیحیت و اسلام می‌گوید: «یهودیت در مورد نجات ملی صحبت می‌کند، یعنی در پایان داستان، زمانی که جهان به جای بهتری تبدیل شود، اسرائیل در سرزمین خود خواهد بود که توسط پادشاه خود اداره می‌شود و به خدا خدمت می‌کند. مسیحیت از این ایده صحبت می کند که تک تک مردم جهان می توانند از آوازهای او نجات یابند. اما اسلام از حکومت بر جهان صحبت می‌کند. تصور این نیست که در پایان، تمام جهان مسلمان شود، بلکه این است که تمام جهان تحت حاکمیت اسلام باشد.
هنگامی که امپراتوری اسلامی در سال ۶۳۴ میلادی تأسیس شد، قواعدی که از قرآن و سنت منسوب به محمد گرفته شده بود، به یک نظام حقوقی واقعی تبدیل شد. یهودیان و مسیحیان می‌توانستند تحت اسلام زندگی کنند، مشروط بر اینکه مالیات بپردازند و برتری اسلامی را بپذیرند. البته باید تحقیر می شدند. و یهودیان و مسیحیان که زیر اسلام زندگی می کنند تا به امروز تحقیر شده اند.»

### درگیری اسرائیل و فلسطین
با توجه به درگیری اسرائیل و فلسطین، موشه شارون گفته‌است که «هیچ امکان برای صلح بین اسرائیل و فلسطینی‌ها وجود ندارد و این تا همیشه وجود دارد» و توافق‌نامه‌های صلح با اعراب «تکه‌های کاغذ، بخشی از تاکتیک‌ها، استراتژی‌ها… برای تحمیل قدرت دانست»

### ایران
موشه شارون در مصاحبه ای اظهار داشت: «تنها راه جلوگیری از رویارویی نظامی با ایران استفاده از قدرت‌های بزرگتر از اسرائیل است.»

## کتاب‌ها
- یهودیت و مسیحیت و اسلام در تعامل و تعارض، ۱۹۸۹
- شورش جنبه‌های اجتماعی و نظامی انقلاب عباسی پرچم‌های سیاه از شرق، ۱۹۹۰
- یهودیت در متن تمدنهای متنوع، ۱۹۹۳